# Шагинян, Мариам
Мариам Шагинян (з.-арм. Մարիամ Շահինեան, тур. Maryam Şahinyan; 1911, Сивас — 1996, Стамбул) — турецкий фотограф, считается первым женщиной-фотографом в стране.
Родилась в зажиточной армянской семье, внучка депутата первого Оттоманского парламента (1876). Во время Геноцида армян семья бежала из Сиваса, потеряв всё имущество, и обосновалась в Стамбуле, где отец Шагинян в 1933 году поступил на работу в фотостудию в районе Бейоглу. После внезапной смерти матери в 1936 году Мариам вынуждена была оставить учёбу и устроиться на работу в ту же фотостудию; годом позже она стала работать отдельно — и практиковала как студийный фотограф до 1985 года. Архив Шагинян насчитывает около 200 тысяч снимков, преимущественно портретных, причём среди их героев — множество так или иначе нетипичных персонажей.